# زبير (اسم)
زبير هو اسم علم شخصي مذكر، معنى هذا الاسم هو الحجارة.

## الشخصيات
- الزبير بن العوام ابن عمة النبي محمد ، وأحد العشرة المبشرين بالجنة عند أهل السنة والجماعة، ومن السابقين إلى الإسلام.
- الزبير بن بكار مؤرخ وشاعر من العصر العباسي.
- الزبير بن عبد المطلب عم النبي محمد .
- زبير بية لاعب كرة قدم تونسي.
- زبير التركي رسام تونسي.
- زبير علي زئي عالم حديث باكستاني.